# Ingrid Janbell
May Ingrid Janbell (født 4. august 1955 i Borås) er en svensk skuespillerinde og instruktør. Hun har for eksempel medvirket i filmen Med lille Klas i kufferten (1983), der er instrueret af Ulf Andrée.

## Udvalgt filmografi
- Conny (tv-film, 1965)
- Charlotte Löwensköld (1979)
- Med lille Klas i kufferten (1983)
- Nya Dagbladet (tv-serie, 1985)
- Maskemorderen (1988, ukrediteret)
- Hassel/Förgörarna (2000)
- Nya tider (tv-serie, 2000)